# Анулюючий многочлен
Анулюючий многочлен — в лінійній алгебрі чи теорії операторів це многочлен, при підставлянні в який конкретної квадратної матриці чи лінійного оператора перетворюється в нуль.

## Мінімальний многочлен
- Нормований многочлен {\displaystyle p} називається мінімальним многочленом матриці {\displaystyle A}, якщо {\displaystyle p(A)} є її анулюючим многочленом мінімального степеня.
- Всі анулюючі многочлени матриці {\displaystyle A} мають дільником мінімальний многочлен матриці {\displaystyle A}.

## Характеристичний многочлен
- Теорема Гамільтона — Келі: характеристичний многочлен матриці {\displaystyle A} є її анулюючим многочленом.